# پرودینودون
پرودینودون (نام علمی: Prodeinodon) نام یک سرده از راسته خزنده‌کفلان است.